# جيونارا
جيونارا هي قرية في منطقة سيوني تابعة لولاية مدهيا برديش، الهند.
تقع جيونارا على ارتفاع 513 متر (1,683 قدم) عن مستوى سطح البحر وعلى بعد 4 كيلومتر (2.5 ميل) من بارغات، مقر التقسيم الإداري، و28 كيلومتر (17 ميل) من سيوني، مقر المنطقة.
الزراعة هي المهنة الرئيسية للقرويين في تلك القرية. يمر طريق الولاية السريع 26 [SH-26] عبر القرية التي تربط مقر منطقة سيوني بمنطقة بالاغات المجاورة.

## تاريخها
كانت القرية مملوكة لعائلة راهانجديل المحلية. حيث اشتر ىشري كوسا راهانجديل القرية وقام ابنه شري إنكا راهانجديل بتخطيطها وإصلاحها عام 1780. ولا يزال الجيل العاشر من هذه السلالة يخدم في برنامج الرعاية العامة للأسلاف رفيعة المستوى. كان شري رام سينغ راهانجديل شخصية بارزة في هذه القرية. ابنه، شري جاجاناند راهانجديل، هو المالك الرئيسي للأرض في القرية ورئيس لجنة ساتيابريرانا فيديماندير، التي تدير مدارس التعليم الابتدائي للأطفال الفقراء. شقيقه، شري ماهاناند راهانجديل، محامٍ وسياسي معروف وقد تنافس عن دائرة بارغات في انتخابات الولاية عام 1998.